# Okres Vallemaggia
Okres Vallemaggia (italsky Distretto di Vallemaggia) je švýcarský okres v kantonu Ticino. Správním centrem je obec Cevio. V roce 2018 zde žilo asi 6 000 obyvatel. Zahrnuje údolí Valle Maggia (dříve Maiental) a jeho vedlejší údolí. Okres se dělí na tři kraje (circoli).

## Správní členění
Okres se člení na 3 kraje (circoli):
- Kraj Lavizzara
- Kraj Maggia
- Kraj Rovana

## Přehled obcí
| Znak                | Název obce          | Počet obyvatel (31. 12. 2022) | Rozloha (km²) | Hustota zalidnění (obyv./km²) | Kraj      |
| ------------------- | ------------------- | ----------------------------- | ------------- | ----------------------------- | --------- |
| Lavizzara           | Lavizzara           | 489                           | 187,53        | 3                             | Lavizzara |
| Avegno Gordevio     | Avegno Gordevio     | 1557                          | 27,33         | 57                            | Maggia    |
| Maggia              | Maggia              | 2618                          | 111,16        | 24                            | Maggia    |
| Bosco/Gurin         | Bosco/Gurin         | 53                            | 22,00         | 2                             | Rovana    |
| Campo (Vallemaggia) | Campo (Vallemaggia) | 49                            | 43,30         | 1                             | Rovana    |
| Cerentino           | Cerentino           | 36                            | 20,10         | 2                             | Rovana    |
| Cevio               | Cevio               | 1110                          | 151,31        | 7                             | Rovana    |
| Linescio            | Linescio            | 42                            | 6,66          | 6                             | Rovana    |
| Celkem (8)          | Celkem (8)          | 5954                          | 569,39        | 10                            | (3)       |